# Выборы в Сербии
В Сербии проводятся регулярно парламентские и президентские выборы. Последние выборы в Народную скупщину Сербии, куда избираются на 4 года 250 депутатов, состоялись в 2016 году: в стране действует многопартийная система, минимальный процент голосов для прохода в парламент партии составляет 5 % (для партий национальных меньшинств он составляет 0,4 %). Президент избирается всенародным голосованием на 5 лет.
Ранее действующим президентом страны, одержавшим победу на выборах 2012 года, являлся Томислав Николич, однако победивший на выборах 2017 года Александр Вучич сменил его на посту в мае 2017 года.
Кроме того Республиканская избирательная комиссия Сербии проводит каждые 4 года выборы совета национальных меньшинств.

## Результаты последних выборов

### Президентские
| Кандидат                            | Партия                              | Голосов   | %     |
| ----------------------------------- | ----------------------------------- | --------- | ----- |
| Александр Вучич                     | Сербская прогрессивная партия       | 2 012 788 | 55,06 |
| Саша Янкович                        | независимый                         | 597 728   | 16,35 |
| Лука Максимович                     | независимый                         | 344 498   | 9,42  |
| Вук Еремич                          | независимый                         | 206 676   | 5,65  |
| Воислав Шешель                      | Сербская радикальная партия         | 163 802   | 4,48  |
| Бойко Обрадович                     | Движение «Двери српске»             | 83 523    | 2,28  |
| Саша Радулович                      | Было достаточно                     | 51 651    | 1,41  |
| Милан Стаматович                    | независимый                         | 42 193    | 1,15  |
| Ненад Чанак                         | Лига социал-демократов Воеводины    | 41 070    | 1,12  |
| Александр Попович                   | Демократическая партия Сербии       | 38 167    | 1,04  |
| Мирослав Парович                    | Движение национальной свободы       | 11 540    | 0,32  |
| Против всех/испорченые бланки       | Против всех/испорченые бланки       | 61 729    | 1,69  |
| Всего                               | Всего                               | 3 655 365 | 100   |
| Зарегистрированных избирателей/Явка | Зарегистрированных избирателей/Явка |           | 54,36 |
| Source: RIK                         |                                     |           |       |

### Парламентские
| Партия | Голосов   | Процентов | Места | +/- |
| --- | --------- | --------- | ----- | --- |
| Сербия побеждает (Сербская прогрессивная партия, Социал-демократическая партия Сербии, Партия объединённых пенсионеров Сербии, Новая Сербия, Сербское движение обновления, Движение социалистов, Движение «Сила Сербии», Независимая демократическая партия Сербии, Сербская народная партия) | 1,823,147 | 48.25     | 131   | -39 |
| Ивица Дачич — Социалистическая партия Сербии — Единая Сербия — Драган Маркович Палма (Социалистическая партия Сербии, Единая Сербия, Зелёные Сербии, Коммунистическая партия (Сербия)) | 413,770   | 10.95     | 29    | -4  |
| Сербская радикальная партия | 306,052   | 8.10      | 22    | +22 |
| Достаточно | 227,626   | 6.02      | 16    | +16 |
| За справедливую Сербию (Демократическая партия, Новая партия, Демократический альянс хорватов в Воеводине, Вместе за Сербию) | 227,589   | 6.02      | 16    | -5  |
| Двери — ДПС | 190,530   | 5.03      | 13    | +13 |
| Альянс за лучшую Сербию (Либерально-демократическая партия, Лига социал-демократов Воеводины, Социал-демократическая партия) | 189,564   | 5.02      | 13    | -2  |
| Альянс воеводинских венгров — Иштван Пастор (Альянс воеводинских венгров, Демократическая партия воеводинских венгров, Партия венгерского единства) | 56,620    | 1.50      | 4     | -2  |
| Сербия для всех нас (Левые Сербии, Движение за возрождение, Социал-демократический союз) | 35,710    | 0.94      | 0     | New |
| Боснийский демократический союз Санджака | 32,526    | 0.86      | 2     | +2  |
| Партия демократического действия Санджака | 30,092    | 0.80      | 2     | -1  |
| За свободную Сербию — Заветници — Милица Джурджевич | 27,690    | 0.73      | 0     | New |
| Зелёная партия | 23,890    | 0.63      | 1     | New |
| Несмотря на — вместе за Сербию — народный альянс | 17,528    | 0.46      | 0     | New |
| Партия демократического действия | 16,262    | 0.43      | 1     | -1  |
| Русская партия | 13,777    | 0.36      | 0     | 0   |
| Гражданская группа за сербское возрождение | 13,260    | 0.35      | 0     | New |
| Сербско-русское движение | 10,016    | 0.27      | 0     | New |
| Диалог — молодые с позицией | 7,744     | 0.20      | 0     | New |
| Республиканская партия | 4,522     | 0.12      | 0     | New |
| Недействительные голоса | 111 008   | 2,86      | -     | -   |
| Итого | 3 778 923 | 100       | 250   | 0   |
| Избиратели / явка | 6 739 441 | 56,07     | -     | -   |
| Источник: B92 |           |           |       |     |